# International Lease Finance Corporation
ILFC (International Lease Finance Corporation) é uma empresa que faz leasing de aeronaves para empresas aéreas. É uma subsidiária do grupo AIG.